# 台灣性交易產業

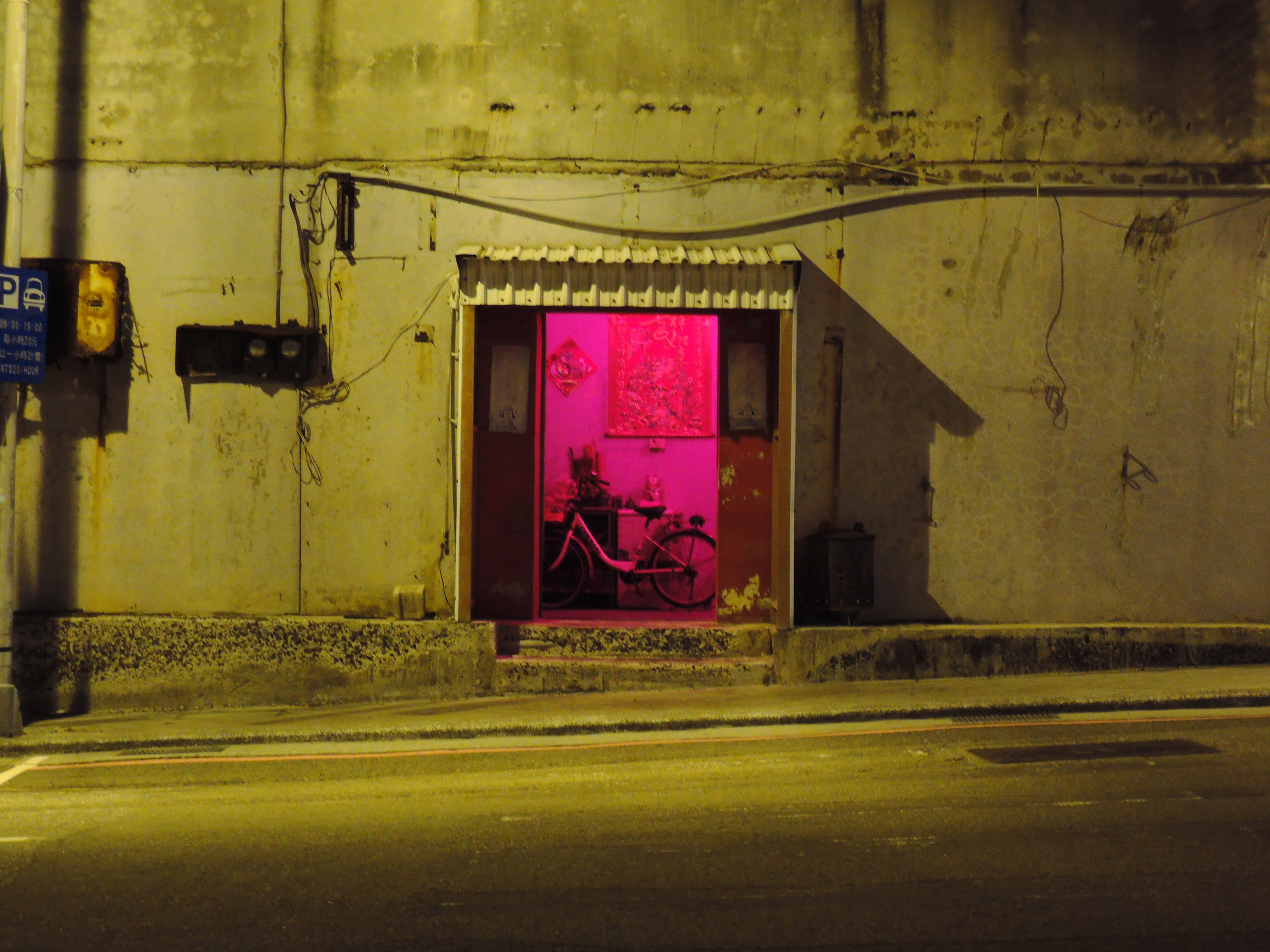
已在2019年10月末歇业的妓院“沁樂園”

台灣性交易產業發展歷史悠久，但各方針對性產業合法性與政府如何介入管理仍存在歧見。
台灣過去曾有部分縣市施行公娼制度，由地方政府核發合法妓女戶執照，公娼館是唯一合法的性交易地點，但在2022年位於桃園市的最後一間公娼館自主歇業並撤照後，台灣目前已經沒有合法的公娼館。
公娼制度廢止以后，性產業改由性專區制度延續。《社會秩序維護法》於2011年修正後，開放性交易可在地方政府設立的性專區內合法經營，但是目前仍無縣市政府設立專區。因此台灣实际上性交易处于非法状态。

## 性交易歷史

### 二戰以前
19世紀，清領台灣境內各大港口、鬧區，都有青樓酒館。妓院分成低等的「私娼寮」或高級的「藝旦間」，規模最盛的位於臺北艋舺（萬華）、大稻埕一帶，又因這一帶巷道彎曲，形如人腹凹狀，舊名凹月斗仔，鄰近艋舺淡水河岸，客戶大都是郊商與來往浙閩粵等地的船夫。
在日本統治時期，日本政府在各地設立遊廓共16處，這些地方附近由警局與醫院高度管制，台灣本島人、日本內地人、朝鮮人共同經營，性工作者分成藝娼妓與娼妓有不同執照，價格亦不同，藝娼妓通常較普通娼妓貴1圓。除了台南新町外，過夜陪睡均有附晚餐。而台北、高雄以及澎湖，消費超過5圓需加收10%遊興稅。1910年全台16處遊廓確立，包含基隆田寮港遊廓、淡水滬尾新厝街遊廓、台北萬華遊廓、新竹遊廓、苗栗街遊廓、台中初音町遊廓、鹿港遊廓（1899年後被彰化街遊廓取代）、斗六街遊廓、澎湖媽宮遊廓、嘉義西門町遊廓、台南新町遊廓（此地另設本島人遊廓，價格較日本娼妓便宜9折）、高雄榮町遊廓、鳳山遊廓、宜蘭遊廓與花蓮港遊廓。1930年代後較具規模的遊廓剩9處，其他7所雖是合法但已經停業，無貸座敷進駐。
另日本軍隊於二次世界大戰期間徵召或誘拐女性作慰安婦，為軍人提供性服務。這些女性主要來自臺灣和朝鮮。

### 1945年以後
隨著1945年國民政府接管台灣，中華民國政府查禁了民間許多妓院，但承認了許多公開登記營業，並接受定期體檢的妓院登記，是為公娼。1956年，政府頒訂《臺灣省各縣市管理娼妓辦法》以規定娼妓的營業許可政策。此辦法於2002年時廢止。
1991年，性交易制度從娼嫖皆罰改為罰娼不罰嫖，衍生許多爭議，包括只處罰處於弱勢的性工作者女性，以及警察利用釣魚方式取締高齡的性工作者。2009年11月6日，法官釋字第666號解釋宣告社會秩序維護法第80條第1項第1款，關於「罰娼不罰嫖」的規定，因違反憲法平等原則而違憲，並於宣告兩年後（2011年）失效。

#### 軍中特約茶室
1950年代開始，中華民國國防部在臺灣本島與澎湖、金門、馬祖的軍營內，以契約方式設立半公娼戶妓院，這些被外界稱為軍中樂園的妓院專門為軍人提供性服務。服刑中的女犯人也可以藉由到軍中樂園服務而穫得減刑。
1980年代後，由於輿論反對，以及發生數起未成年雛妓被賣到特約茶室賣淫事件，國防部開始逐步關閉這些特約茶室，僅剩外島仍有特約茶室。1987年，金門特約茶室爆發年僅16歲少女3個月違法接客達3,000次事件，國防部決定關閉金門、馬祖的特約茶室服務；1992年，馬祖關閉最後一間茶室，全臺灣軍中樂園就此全數關閉。

#### 公娼制度
台灣公娼制度源自日治時期，國民政府於1950年代由於無法根絕性交易產業而決定開始管制，對於公娼進行登記管制，全盛時期全台灣共有505戶公娼戶。
1997年，臺北市市長陳水扁宣布要掃蕩色情產業，並表示臺北市將廢止行之有年的公娼制度，引起社會討論，臺北市性工作者成立日日春關懷互助協會進行抗爭；而後臺北市議會通過廢止「台北市娼妓管理辦法」，臺北市公娼制度於2001年停止施行。高雄市則於2003年廢止公娼制度。
其餘縣市後續多仍維持公娼制度，並在性交易在其他方式進行皆違法的情況下，公娼成為台灣唯一合法的性交易管道。惟各縣市政府針對公娼的方針多不再核發新執照，禁止過戶及移址，隨著原有公娼館負責人死亡後便終止合法執照。地方政府則會定期對公娼進行健康檢查，若檢測出性病則停止營業。
2011年，台灣仍有5縣市共11家合法的公娼館；但隨著公娼館負責人陸續過世而終止營業，在2019年宜蘭縣、澎湖縣最後一家公娼館負責人過世，在2022年位於桃園市的全臺最後一間公娼館自主歇業並撤照後，台灣目前已經沒有合法的公娼館。
| 各縣市廢止公娼制度的年份 | 各縣市廢止公娼制度的年份 | 各縣市廢止公娼制度的年份 |
| 縣市                     | 公娼館營業最後年份       | 公娼條例廢止年份         |
| ------------------------ | ------------------------ | ------------------------ |
| 臺北市                   | 2001                     | 2001                     |
| 高雄市                   | 2003                     | 2003                     |
| 南投縣                   | 2008                     | 2014                     |
| 臺東縣                   | 2009                     | 2014                     |
| 臺南市                   | 2015                     | 2016                     |
| 臺中市                   | 2018                     | 2021                     |
| 宜蘭縣                   | 2019                     | 2019                     |
| 澎湖縣                   | 2019                     | 2020                     |

### 2010年後
在2011年時修正《社會秩序維護法》第80條、第81條，增訂第91-1條後，在性交易區域內開設性產業或進行性交易者，娼嫖皆不罰、區域外則娼嫖皆罰；但由於目前尚未有任何地方政府設立專區，故實務上是娼嫖皆罰。
2021年5月，台灣2019冠状病毒病疫情爆發，台北市萬華風化區出現群聚感染事件，各地方政府緊急嚴格實施八大行業禁止營業。
2023年12月5日，無黨籍嘉義市議員顏色不分藍綠支持性專區顏色田慎節提案請市府評估設立性專區獲多名議員支持並通過。市長黃敏惠則回應將研議可行性，但重點仍在民意溝通。

## 各地產業歷史

### 林森北路
林森北路為日治時代規劃的條通，歷經時代發展，孕育出濃厚的日式氛圍，在美援時期，這裡，也因為美軍的進駐，開始有了許多的酒吧經營，為臺劇華燈初上的取景地點，背景為1980年代台北紅燈區的熱門日式酒店。

### 新北滬尾新厝街
滬尾新厝街為舊地名，為清末時期至日治時期的稱呼，日治時期被設為遊廓，滬尾區如今改為淡水區，而新厝街則是如今的中正路、清水街、重建街一帶。隨著日治時期結束，聲色場所減少，至今僅剩少許的茶室（阿公店）。

### 北投溫泉
在日治時期時，北投溫泉已有女性侍應生的制度，遊客可指點侍應生接待沐浴，因此當時的北投溫泉也是知名的聲色場所，一直承續至戰後。在美軍駐台時，更常有美軍召妓娛樂，1954年4月30日，北投的「女侍應生住宿戶聯誼會」成立，使北投成為合法的風化區，1967年12月22日美國時代週刊更以「北投溫柔鄉」為題，介紹北投溫泉，文中刊載了一位美國軍人與兩位女侍應生共浴的照片。由於色情業氾濫，有損國際形象，已於1979年由政府廢止。如今的北投溫泉已轉型為純粹觀光休閒導向，色情業早已全面絕跡。

### 基隆
日治時期，政府劃定田寮港一帶為官方的「遊廓」，進行管理，主要是服務日本人。基隆的性產業歷史反映了其作為重要港口的地位。
二戰後，隨著美軍協防台灣，基隆港成為美軍重要的登陸點，原本的性產業區域也因此轉型。位於仁愛市場後方的巷弄，因許多店家在窗戶裝設鐵條以防糾紛，被稱為「鐵支路」，主要服務對象為在台休假的美軍。

### 臺北萬華
清治時代，艋舺的凹𦙒子街，是船夫與碼頭工人的落腳處，娼寮、酒樓林立。日治時代的1896年，設置遊廓，指定貸座敷營業區域。戰後，此風化區改名為「寶斗里」，遊廓以公娼制度延續。1997年，公娼廢止後，風化區仍沿續至今，現多以茶室為名營業，俗稱阿公店。「阿公店」，這個稱呼最初指的是消費年齡層較高的茶室或卡拉OK店。因為主要客群多為年長的男性，也就是俗稱的「阿公」，因此得名。

### 臺北美軍招待所
台北美軍招待所主要是指1963年至1972年越戰期間，為了應付數十萬越南美軍休假事宜，美軍顧問團設置於台北市中山北路和民族西路交界處(圓山棒球場)廣達數公頃的美軍基地，該招待所設於美軍顧問團的基地內。 
1955年越戰爆發，美軍實施休息復原計畫(R&R)休假制度，將休假地設置於台灣美軍顧問團基地，正因美軍帶來的商業契機，因此在基地外的中山北路周圍酒吧等娛樂場所林立，成為美國大兵的渡假天堂，也為臺灣引入許多美式文化。從Taipei Air Station提供的地圖上，標示出中山北路上密集的酒吧店名，可見當時盛況。美軍投入於燈紅酒綠中，暫時逃避越戰戰爭夢魘。
除了增添許多美式文化和促進商圈發展，也於該地產生某些社會問題，該地區於那時期迅速增加，以夜生活為主的八大行業。1972年後，隨著政治情勢改變，駐越南美軍停止在台休假甚至撤軍，但這些俗稱八大行業的許多聲色場所仍然繼續存在，延續至今。

### 臺南新町
1919年4月臺南廳令第3號，指定新町一丁目及二丁目為臺灣人貸座敷營業地域。「真花園」是最後一間新町歷史的合法店家，但已於2009年5月20日拆除。

## 性交易相關的法律和法學
台灣的性交易長期以來都是屬於合法的，但台灣性交易受到法律的部分限制，性交易產業在受規範的情況下運作，只要符合法律規範就能進行性交易。台灣過去以公娼制度來進行性交易，必須符合政府規範的公娼才可合法性交易。當公娼制度被廢除之後，則是由新的制度來規範台灣性交易產業，現行的法律規範為政府規劃的性專區內許可進行性交易。但目前台灣未有設立專區。

過去還有罰娼不罰嫖的規定，意味著只懲罰性工作者，但是不懲罰消費者，後來被大法官公告罰娼不罰嫖為違憲，台灣現行規定改為在性專區外娼嫖皆罰，無論是性工作者還是消費者皆罰，但在性專區內性交易合法。

在法學之中，性交易屬於「無被害者犯罪」，此類型的無被害者犯罪是指雙方均同意下所實行之違法行為，性交易為買賣雙方接受之利益往來，雙方同意之下所進行，性交易雖無受害人，但傳統印象中會認為是不貞潔的行為。

在臺灣購買性服務後不支付費用被規範為一種詐欺罪，如果不付錢會被告詐欺罪，臺灣司法認為詐欺罪所要保護的利益，並不限於合法的利益，雖然如性交易等違反善良風俗之利益，也不應被他人所剝削，如果法律不去保護這些性工作者的利益，加害人就會認為他們不必負擔任何法律責任而更加恣意妄為，反而會造成更多的社會問題。

## 政治政黨
金色力量黨：落實進步價值，實現促進國民身心靈健康，保障各性別、性向、族群權益，打破虛偽政治，推動合法性產業專區，現任黨主席為王郁揚。

## 社會團體
- 日日春關懷互助協會：支持性工作者，反對雛妓，支持性工作合法化的團體。由臺北市前公娼發起。
- 勵馨社會福利事業基金會與婦女救援基金會：救援雛妓團體，「反性剝削聯盟」成員，協助不幸少女與特殊境遇婦女，反對商業性剝削與人口販運，支持北歐模式（罰嫖不罰娼，嚴懲牟利第三人）[44][45]。

## 從業人員

### 跨性別者
有許多跨性別者尤其是跨性別女性因為社會歧視導致求職困難，更有許多面臨失學、家庭暴力與失去原生家庭經濟支助等因素而從事性工作。

## 文藝創作
- 《看海的日子》：黃春明原著的小說，描述1970年代宜蘭一個14歲就從養女被賣為妓女的女性白梅的故事。1983年，由王童改拍成電影。
- 《情人與妓女》：田雅各1992年的短篇小說集。之中有描述臺灣原住民被迫從事性工作的故事。
- 《麻將》：1996年電影，楊德昌導演。
- 《最好的時光》：2006年電影，侯孝賢導演。
- 《艋舺》：2010年電影，鈕承澤導演。描述1980年代艋舺地區黑幫鬥爭，女主角為私娼寮妓女。
- 《軍中樂園》：2014年電影，鈕承澤導演。以軍中特約茶室工作為題。
- 《風化台北》：2022年文藝作品，作家梁評貴。以台北性產業五大型態工作為題。

### 文獻
- 楊力州, 朱詩倩. 新宿駅，東口以東（上 （页面存档备份，存于）、下 （页面存档备份，存于））. 公共電視紀錄片. 2003
- 梁評貴. . 台灣: 時報出版. 2022-10-25. ISBN 9786263530478.